# Jacek Jastrzębski (lekarz)
Jacek Antoni Jastrzębski (ur. 5 lipca 1940, zm. 5 stycznia 2022) – polski lekarz anestezjolog, nauczyciel akademicki, profesor nauk medycznych.

## Życiorys
W 1963 uzyskał dyplom lekarza w Akademii Medycznej w Warszawie. Specjalista w zakresie anestezjologii (I stopień w 1967 i II stopień w 1970) oraz medycyny ratunkowej (2003).
Stopień doktora nauk medycznych uzyskał w 1971 w Instytucie Hematologii w Warszawie na podstawie pracy pt. Przepływ krwi żylnej przez płuca - przeciek płucny po operacjach w nadbrzuszu. W 1981 w tej samej jednostce naukowej uzyskał stopień doktora habilitowanego na podstawie pracy pt. Niewydolność oddechowa we wstrząsie ze szczególnym uwzględnieniem rozsianego krzepnięcia wewnątrznaczyniowego. W 1991 otrzymał tytuł profesora.
Zawodowo związany z Centrum Medycznego Kształcenia Podyplomowego, w tym kierownik Kliniki Anestezjologii i Intensywnej Terapii CMKP (w latach 1981-2010), z-ca dyrektora ds. klinicznych CMKP (w latach 1990-1996 oraz 1999-2005), p.o. kierownika Kliniki Medycyny Ratunkowej CMKP (w latach 2004-2010), kierownik Ośrodka Nowoczesnych Metod Kształcenia CMKP (2006-2010) oraz pomysłodawca utworzenia Centrum Symulacji w CMKP i pierwszy Kierownik Zakładu Medycyny Ratunkowej-Centrum Symulacji CMKP. Dwukrotnie (w latach 1990-1996 oraz 1999-2005) pełnił funkcję Dyrektora CMKP ds. Klinicznych.
Członek towarzystw naukowych polskich i zagranicznych, w tym Polskiego Towarzystwa Anestezjologii i Intensywnej Terapii oraz założyciel Fundacji na Rzecz Bezpiecznego Znieczulenia.

## Odznaczenia
- Złoty Krzyż Zasługi (2000)
- Odznaka honorowa „Za wzorową pracę w służbie zdrowia” (1980)